# کیخسرو شاهرخ
کیخسرو شاهرخ ملقب به ارباب کیخسرو (۷ تیر ۱۲۵۴ کرمان، ۱۱ تیر ۱۳۱۹ تهران). بنیانگذار شبکه تلفن سراسری ایران، بانی کتابخانه مجلس، کاشف محل خاکسپاری و بنیان‌گذار آرامگاه فردوسی، نماینده زرتشتیان در یازده دوره مجلس شورای ملی (دوره‌های دوم تا دوازدهم) و رئیس انجمن زرتشتیان تهران بود. از ارباب کیخسرو به عنوان یکی از برجسته‌ترین چهره‌های جامعه زرتشتی ایران و از شخصیت‌های خوش‌نام تاریخ معاصر ایران یاد می‌شود.

## زندگی
ارباب کیخسرو در خانواده‌ای زرتشتی در شهر کرمان زاده شد. پدرش شاهرخ زرتشتی وقتی او نوزاد بود درگذشت. اجدادش در شغل تجارت و منجمی دربارهای زند و قاجار فعالیت داشتند. پس از مرگ پدر، مادرش به بافندگی روی آورد و مخارج او و برادرش را از همین راه تأمین کرد. در کودکی به کارگری پرداخت و هم‌زمان در مکتبخانه زرتشتیان کرمان، مختصر سوادی تحصیل کرد.
در دوازده سالگی به تهران رفت و در مدرسه شبانه‌روزی آمریکایی‌ها مشغول به تحصیل شد، هم‌زمان در بیمارستان آمریکایی‌ها کار می‌کرد. در شانزده سالگی با پس‌انداز خود سفری یک‌ساله به هندوستان داشت. و در دارالفنون بمبئی به تحصیل ادامه داد. در ۲۱ سالگی از طرف انجمن خیریه پارسیان بمبئی به مدیریت مدرسه زرتشتیان کرمان رسید و به کرمان بازگشت و به فعالیت‌های فرهنگی و اجتماعی زرتشتیان مشغول شد. از جمله این فعالیت‌ها تأسیس سه مدرسهٔ دخترانه، دو مدرسهٔ پسرانه و یک دبیرستان به‌نام دبیرستان ملی زرتشتیان بود. زمین این مدارس در محله‌های فرموتن و محله شهر را ارباب جمشید اهدا کرد و از همین رو به مدارس جمشیدیه معروف شد.
ارباب کیخسرو در همین سال‌ها زبان‌های انگلیسی، روسی و عربی آموخت و قرآن و ترجمه آن را فراگرفت. در سال ۱۲۸۳ از راه خراسان به بندر ادسا در روسیه رفت، ولی به‌علت همزمانی با جنگ روسیه و ژاپن، پس از مدتی به ایران بازگشت. در سی سالگی برای دومین بار به تهران مهاجرت کرد و در یک صرافی مشغول به کار شد.

## زندگی سیاسی

تصویر متن نامه به روزنامهٔ شفق سرخ در مورد مسئلهٔ گندم

ارباب کیخسرو در زمان جنبش مشروطه از مشروطه‌خواهان بود و در سی سالگی در جنبش مشروطه شرکت داشت. او در دورهٔ دوم مجلس شورای ملی به‌عنوان نمایندهٔ زرتشتیان به مجلس راه یافت. ارباب کیخسرو در واقع نخستین نمایندهٔ زرتشتیان در مجلس است چون ارباب جمشید در دورهٔ اول نه به‌عنوان نمایندهٔ زرتشتیان بلکه به‌عنوان نمایندهٔ تجار تهران به مجلس رفته بود. او به ریاست اداره مباشرت (امور اداری و مالی) مجلس انتخاب شد و این سمت را تا پایان عمر حفظ کرد و شایستگی زیادی در آن از خود نشان داد تا جایی که در دوره چهارم مجلس با این‌که اصرار داشت دیگر او را نامزد این کار نکنند، نمایندگان با رأی بالایی او را برگزیدند. در دورهٔ سوم مجلس که با حرکت ارتش روسیه به‌سوی تهران در جریان جنگ جهانی اول، تعطیل شد و ناتمام ماند، ارباب کیخسرو همراه با حسن مدرس و میرزاده عشقی و شماری از نمایندگان مجلس به کرمانشاه رفت. مهاجران با پول آلمان که از طریق دولت عثمانی می‌رسید، «دولت در تبعید» را در کرمانشاه تشکیل دادند و منتظر شکست بریتانیا و روسیه ماندند. اما آلمان و عثمانی شکست خوردند و ارباب کیخسرو در سال ۱۲۹۵ به تهران بازگشت و به عنوان مسئول اداره مجلس، نگهداری از ساختمان و تأسیسات آن را به عهده گرفت. او همچنین ریاست شرکت تلفن ایران را در دست گرفت و به توسعه خطوط تلفن در تهران پرداخت.
در زمان جنگ جهانی اول، در مقطعی انگلیسی‌ها پرداخت درآمدهای نفتی به دولت ایران را مشروط به «تشکیل کمسیون مالی» کردند تا اختیار مالی کشور را به‌دست بگیرند. به همین دلیل گندم نایاب شد و هزاران ایرانی در قحطی بزرگ ایران (۱۲۹۸–۱۲۹۶) تلف شدند. ارباب کیخسرو از فعالان کمک‌رسانی در تهران شد و در نطق‌هایی آتشین زمین‌داران و بازاریانی که در احتکار غلّه مشارکت داشتند، را خطاب قرار می‌داد. دولت، او را مأمور خرید گندم برای تولید نان نانواییها کرد. در این هنگام محتکرین پایتخت قیمت گندم را بالا برده بودند. انبارهای حکومتی که متعلق به احمدشاه بود مملو از گندم بود ولی احمدشاه حاضر نبود گندم را به قیمتی کمتر از محتکرین تهران بفروشد. ارباب کیخسرو با شاه ملاقات کرد و سوگند پادشاهی وی را به یادش آورد و تلاش کرد او را به قیمتی کمتر راضی کند. شاه راضی نشد و او به ناچار گندم را به قیمت سایر محتکران از احمدشاه خرید و میان نانوایان توزیع کرد. سید حسن مدرس در یکی از نطق‌هایش در مجلس شورای ملی گفته بود: «در مجلس ما یک مسلمان هست، آن هم ارباب کیخسرو»
مورگان شوستر که از نزدیک با ارباب کیخسرو آشنایی داشته او را فردی معرفی کرده است که سخت ترین شرایط نیز، خللی در صداقت و شهامتش ایجاد نمی کرد.
در زمان قرارداد ۱۹۱۹ ارباب کیخسرو در آمریکا بود و رهبری مخالفان قرارداد در خارج از کشور را در استکهلم و ایالات متحده بر عهده داشت. با تشکیل چهارمین دوره مجلس شورای ملی در سال ۱۳۰۰ به ایران بازگشت و بر کرسی زرتشتیان در مجلس نشست و مدیریت اداری و مالی مجلس را پی گرفت. برگزاری مراسم سالیانه جشن مشروطیت با ارباب کیخسرو بود. این جشن هر ساله به تاریخ قمری و در چهاردهم جمادی‌الثانی برپا می‌شد اما به پیشنهاد ارباب کیخسرو، از سال ۱۳۰۱ به بعد، این جشن به تاریخ خورشیدی و در ۱۴ مرداد برگزار شد.
در دوره هشتم که مجلس شورای ملی قانونی تصویب کرد که دو تن از نمایندگان مجلس ناظر بر ذخیره پولی و ضرب سکه و چاپ اسکناس شوند، ارباب کیخسرو در ۲۲ اردیبهشت ۱۳۱۱ به‌عنوان یکی از این دو نماینده انتخاب شد.

## راه‌اندازی شبکهٔ تلفن سراسری
اساس شبکهٔ تلفن در تهران را میرزا محمدطاهر مستوفی ملقب به بصیرالممالک گذاشت که در سال ۱۳۲۱ هجری قمری (۱۲۸۲ خورشیدی) امتیاز ایجاد شبکهٔ تلفن در کشور را از مظفرالدین‌شاه قاجار گرفت. او در این امتیازنامه تعهد داد که ظرف ده سال شبکهٔ تلفن را در کشور برقرار کند اما حوادثی که پیش آمد، مانع شد. بصیرالممالک مدیریت شرکتی را که برای احداث شبکهٔ تلفن راه انداخته بود، به ارباب کیخسرو داد. کسی که در واقع، بنیانگذار شبکهٔ تلفن در ایران به‌شمار می‌رود، ارباب کیخسرو است که راه‌اندازی این شبکه حاصل زحمات او بوده است. خودش در نطقی در مجلس شورای ملی در این‌باره گفت:

«در جنگ بین‌المللی که این مملکت هیچ داخل نبود، بدبختانه این شرکت چندین دفعه غارت شد و سیم‌هایش را بریدند. بنده خودم رفتم خرید کردم. هفتاد هزار تومان جنس شرکت را که آوردیم برای اینجا، در بادکوبه به غارت بردند».

ارباب کیخسرو در سال ۱۲۹۵ شرکت تلفن ایران را بنیاد گذاشت که شرکتی عام‌المنفعه و زیر نظر دولت بود و برای نخستین‌بار شرکت زیمنس آلمان را به عنوان فروشنده تجهیزات تلفن کشور انتخاب کرد و با آن قرارداد بست. او از دولت نوپای شوروی اجازهٔ ترانزیت ماشین‌آلات و تجهیزات تلفن را گرفت و دولت شوروی این تجهیزات را از پرداخت هر گونه عوارضی معاف کرد و حفاظت آن‌ها را تا انتقال به خاک ایران به عهده گرفت.
ارباب کیخسرو در سال ۱۳۰۲ قراردادی برای احداث خطوط تلفنی زیرزمینی با شرکت‌های زیمنس و هالسکه بست و سه سال بعد در آبان ۱۳۰۵ تلفن خودکار جدید روی ۲۳۰۰ رشته کابل در مرکز اکباتان آماده بهره‌برداری شد. در سال ۱۳۰۸ شمسی امور تلفن نیز تحت نظر وزارت پست و تلگراف رفت. مدیریت شرکت همچنان با ارباب کیخسرو بود. در سال ۱۳۰۹ وزارت پست و تلگراف لایحه‌ای برای راه‌اندازی شبکهٔ تلفن در سراسر کشور به مجلس داد.

## بنیانگذاری کتابخانهٔ مجلس

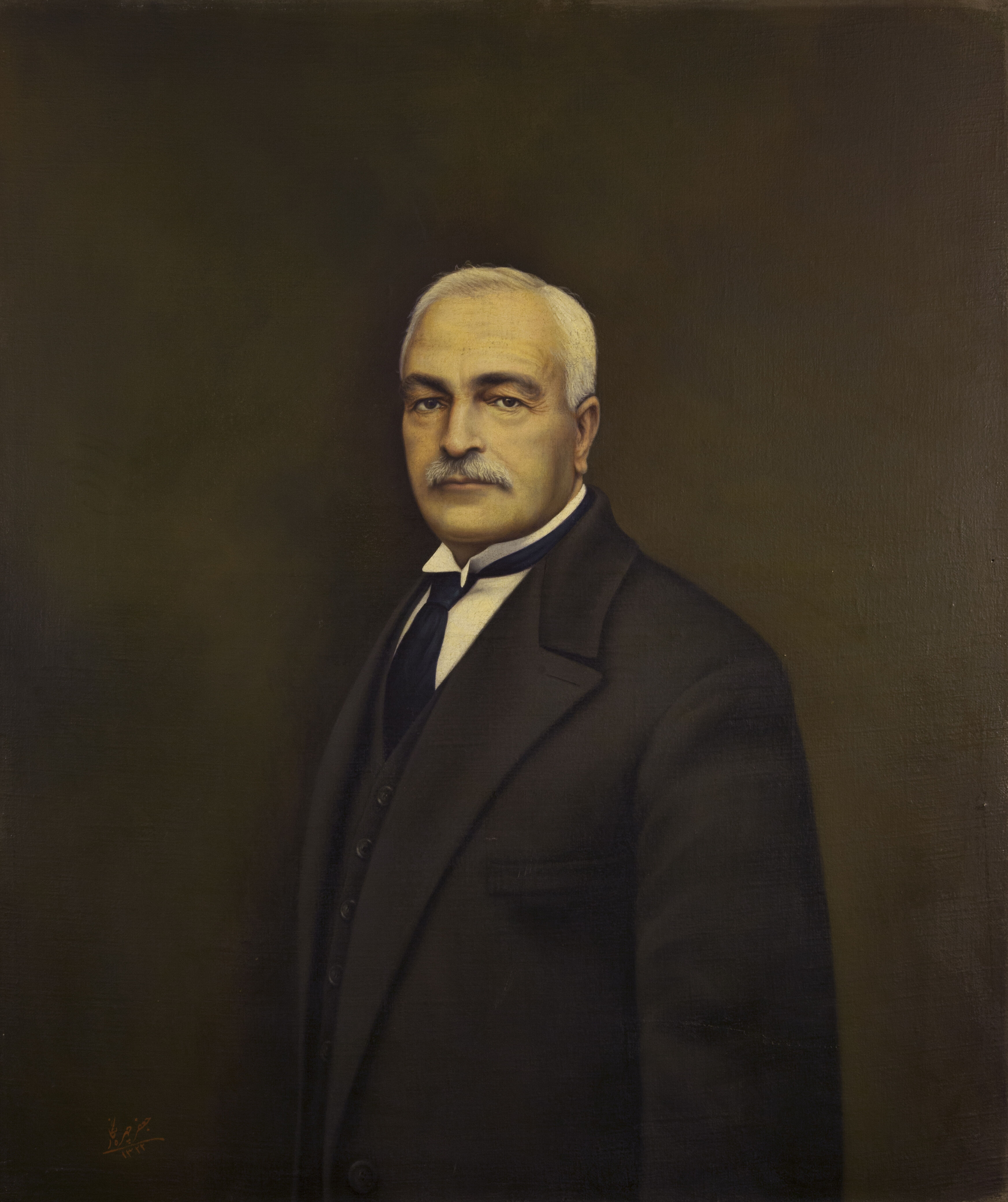
پرترهٔ کیخسرو شاهرخ اثر جعفر چهره‌نگار

ارباب کیخسرو از همان آغاز دوره دوم مجلس شورای ملی که کارپردازی و ریاست امور اداری مجلس را عهده‌دار شد، تأسیس کتابخانه را آغاز کرد. تا پایان دوره دوم مجلس، شمار کتابهای کتابخانه مجلس تنها ۵۱ جلد بود. او در ۸ اسفند ۱۲۹۰ خورشیدی ۲۰۲ جلد کتاب را از کتابخانهٔ میرزا ابوالحسن جلوه به مبلغ دو هزار و پانصد دینار برای کتابخانه مجلس خریداری کرد که به گفته او یک جلد آن را تا یک‌هزار تومان می‌خریدند اما نفروخت. سپس در ۸ مرداد ۱۲۹۱، هزار و نود و یک جلد کتاب به زبان‌های فرانسه، فارسی، عربی، ترکی، انگلیسی، آلمانی و روسی که احتشام‌السلطنه برای تأسیس کتابخانه ملی اهدا کرده بود، به کتابخانه مجلس افزوده شد. پنجاه جلد نیز بعداً خریداری شد و در ۱ اسفند ۱۲۹۳ شمار کتابهای کتابخانه مجلس به ۱۳۹۴ جلد رسیده بود. کتاب‌های خریداری‌شده و اهدائی در دو اتاق کوچک و تو در تو و داخل چند قفسه چوبی در قسمت شرقی حوضخانهٔ عمارت قدیم مجلس شورای ملی چیده و نگهداری می‌شد. این کتابخانهٔ کوچک همواره محل مراجعه و استفادهٔ نمایندگان بود.
در آغاز بنا بود کتابخانه در همان محل حوضخانه به صورت رسمی افتتاح شود، اما این کار به دلیل پیشآمدها و موانع مختلف و نیز فترت‌های بین دوره‌های قانونگذاری انجام نگرفت. مؤتمن‌الملک رئیس مجلس نیز با افتتاح کتابخانه در آن فضای کوچک مخالفت می‌ورزید و معتقد بود که باید نخست محل مناسبی برای کتابخانه در نظر گرفته شود.
پس از چندی مجلس در دورهٔ چهارم خود، بناهای واقع در شرق کاخ بهارستان و عمارت‌های آن را خریداری کرد و ارباب کیخسرو یکی از این عمارت‌ها را که پیشتر اصطبل و کالسکه‌خانه بود، به کتابخانه تبدیل کرد و این زمینه‌ای شد که نهایتاً در سال ۱۳۰۲ با انتقال کتابها از ساختمان مجلس شورای ملی (عمارت بهارستان) به ساختمان جدید، کتابخانه از لحاظ مکانی جدا شد. کتابخانهٔ مجلس پس از نزدیک به دو سال یعنی در سال ۱۳۰۴ به عنوان اوّلین کتابخانهٔ رسمی و دولتی گشایش یافت.
ارباب کیخسرو در سال ۱۳۰۴ برای خرید لوازم چاپ برای راه‌اندازی چاپخانه مجلس به آلمان سفر کرد و چاپخانه مجلس را راه‌اندازی کرد.

## کشف و احداث آرامگاه فردوسی

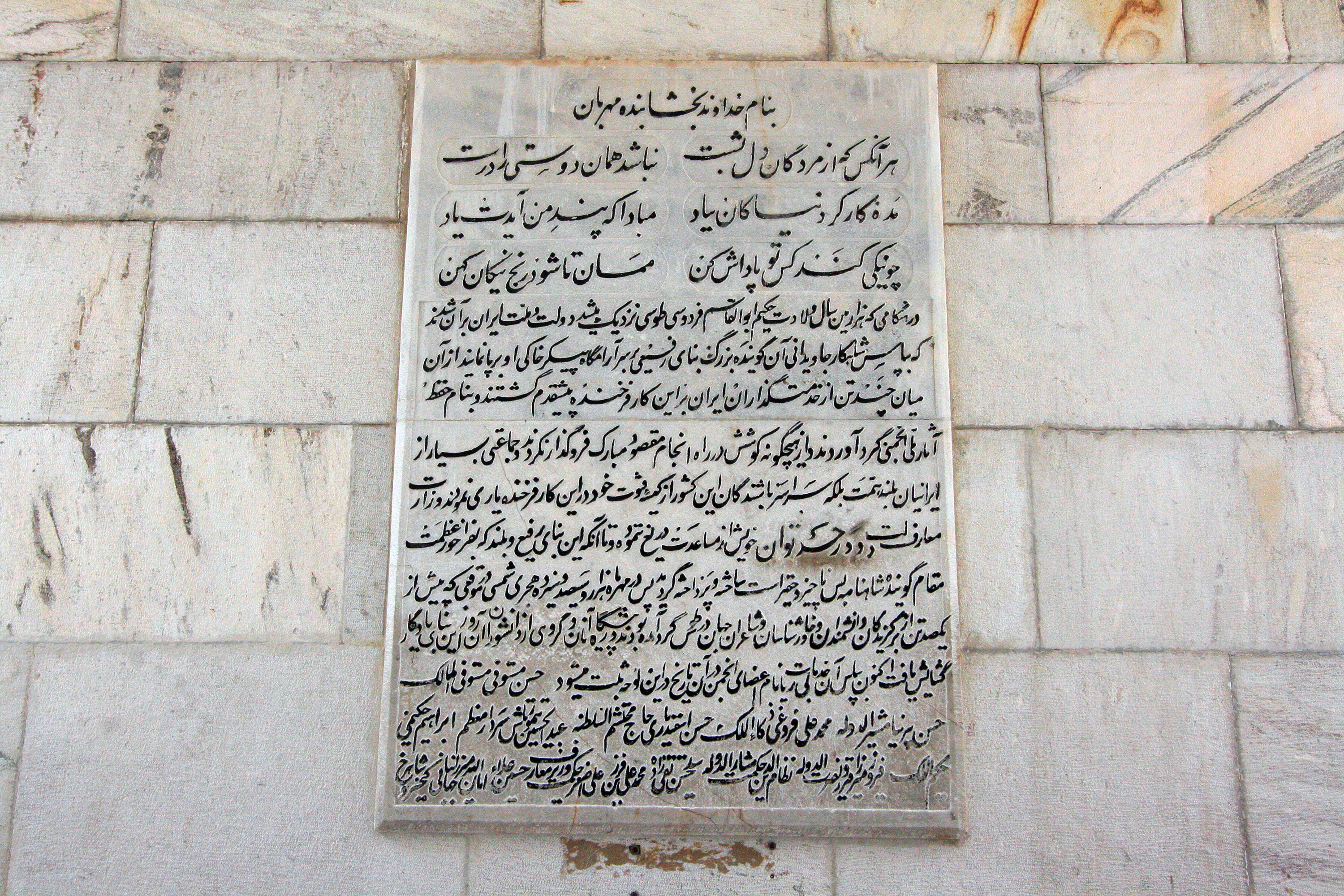
کتیبهٔ نام اعضای انجمن آثار ملی به‌هنگام ساخت آرامگاه

پیدایش ملّی‌گرایی در آغاز سدهٔ چهارده خورشیدی در ایران، پژوهشگران و اندیشمندان را بر آن داشت تا درخواست ساخت آرامگاهی درخور و شایسته برای فردوسی سرایندهٔ ملی و نگاه‌بان هویت و تاریخ ایران، از دولت داشته‌باشند. ساخت آرامگاه را انجمن آثار ملی به عهده گرفت که به‌تازگی گشایش یافته‌بود و افراد بانفوذی چون حسن پیرنیا، حسن مستوفی، محمدعلی فروغی، حسین علاء، سید حسن تقی‌زاده و حسن اسفندیاری عضو آن بودند. این انجمن روند ساخت آرامگاه را از اردیبهشت ۱۳۰۵ آغاز و ارباب کیخسرو را مأمور کرد تا جای درست مدفن فردوسی را پیدا کند. در آن هنگام مدفن فردوسی در باغی از آنِ حاج میرزا محمدعلی قائم مقام‌التّولیه قرار داشت. سرانجام مدفن در تختگاهی در اندازه‌های شش متر در پنج متر و بلندی ۱/۴ متر شناسایی شد.
هزینه ساخت آرامگاه ۲۵ هزار تومان برآورد می‌شد. انجمن آثار ملی به پیشنهاد ارباب کیخسرو برگه‌هایی چاپ کرد تا از طریق آن برای کمک مالی یا قرعه‌کشی برای ساخت آرامگاهی شایستهٔ فردوسی، فراخوانی همگانی شود اما تا ۳۰ خرداد ۱۳۰۶ انجمن آثار ملی نتوانست بیش از ۳۷۳۸ تومان جمع کند. در این تاریخ، ارباب کیخسرو که مسئول امور اداری و مالی مجلس شورای ملی بود، از مجلس درخواست کرد بیست هزار تومان از بودجه خود را به ساخت آرامگاه فردوسی اختصاص دهد. مجلس در ۲۹ تیر به این درخواست رأی موافق داد، مشروط بر این‌که ارباب کیخسرو خود ناظر بر هزینه آن باشد و بنای آرامگاه تا حداکثر دو ماه پس از دریافت بودجه آغاز شود.

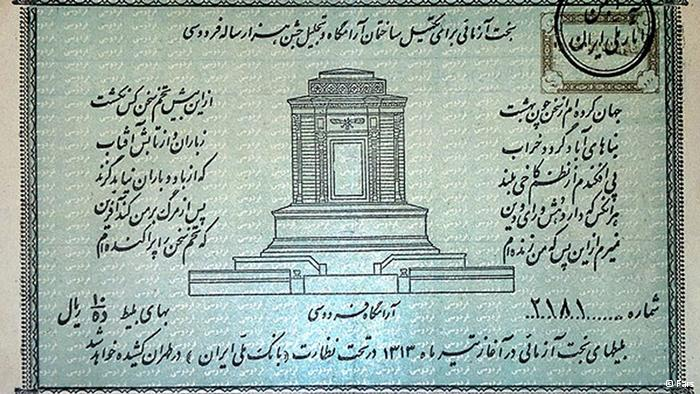
بلیط بخت‌آزمایی برای مشارکت در ساخت آرامگاه فردوسی

در آغاز ارنست امیل هرتسفلد، باستان‌شناس آلمانی، مأمور طراحی نقشهٔ آرامگاه شد که انجمن، آن را رد کرد. پس از آن، طراحی نقشه را ارباب کیخسرو به کریم طاهرزادهٔ بهزاد پیشنهاد داد که آن نیز پذیرفته نشد و بنا به مسابقه برای طراحی نقشه شد. هرتسفلد، آندره گدار معمار و باستان‌شناس فرانسوی، نیکلای مارکف معمار گرجستانی‌تبار و کریم طاهرزاده بهزاد در آن شرکت کردند. سرانجام طرح طاهرزادهٔ بهزاد برگزیده و در سال ۱۳۰۷ در انجمن تصویب شد. این طرح به سبک ساختمان‌های هخامنشی با سرستون‌های بلند و در سه اشکوبه میان باغی بزرگ بود. اندکی بعد اجرای آن متوقف و طراحی نقشه‌ای دیگر ضروری به‌نظر رسید و در دستورکار قرار گرفت. طرحی تازه از گدار خواسته شد. در آن هنگام او در فرانسه بود و طرحی آماده کرد و به ایران فرستاد.
با اجرای نقشه گدار، برآورد هزینه ساخت آرامگاه به شصت هزار تومان بالا رفت، اما مجموع وجوه جمع‌آوری شده بیش از ۲۷ هزار تومان نبود که تا بهار ۱۳۰۸ نوزده هزار تومان آن هزینه شده بود. ارباب کیخسرو بار دیگر دست به دامان دولت و مجلس شد. بیست هزار تومان از دولت گرفت و طرحی با امضای هفتاد نماینده به مجلس داد و ده هزار تومان نیز از مجلس گرفت.

## قرآن تذهیب شده

نگاره و دستخط مندرج در چاپ دوم آئین مزدیسنی. نگارنده این کتاب را به پسر کشته‌شده‌اش شاهرخ تقدیم کرده است

یکی از خوانین یزد قرآن تذهیب‌شده‌ای داشته که ابوالحسن حائری‌زاده آن را گرفته و از طریق ارباب کیخسرو به کتابخانه مجلس هدیه نموده بود. تا پیش از انقلاب ۱۳۵۷ نمایندگان مجلس شورای ملی در آغاز هر دوره مجلس به این قرآن قسم می‌خوردند و همین امر، دستمایه شاعری طنزپرداز شده بود.
| حائری‌زاده که قرآن خوانین را برد |  | نزد کیخسرو، در پارلمانش بسپرد      |
| گفت با جمع وکیلان که پی حفظ وطن |  | با همین مصحف «قاچاق» قسم باید خورد |

## توبه‌نامه باب
دعوت از زرتشتیان برای گرویدن به آئین بهائی، نقطه آغاز اختلاف ارباب کیخسرو با بهائیان و اردشیر ریپورتر بود. دامنه این اختلاف به جامعه زرتشتیان و ارباب جمشید جمشیدیان نیز رسید. این اختلافات در مقطعی از زمان حتی باعث تهدید ارباب کیخسرو شد.
با تأسیس کتابخانه مجلس، اصل توبه‌نامه علی‌محمد باب به دست ارباب کیخسرو افتاد. او زرتشتیان را از پیوستن به آئین بهائی منع می‌کرد و از رهبران آن بیزاری می‌جست. هنگامی که پسرش، شاهرخ، در سفر به اروپا در کالسکه پرنس ارفع به‌دست اشرار در نزدیکی ایزدخواست کشته شد، عبدالبهاء دربارهٔ او نوشت: «... رسوایی کیخسرو کرمانی، آن نیز اگر اندکی هوش و دانش داشت البته متنبه و متذکر می‌شد که اسباب خدائی بود…»
به هرحال توبه‌نامه باب به‌دست ارباب کیخسرو در کتابخانه مجلس ضبط شده و او شرحی دربارهٔ چگونگی به‌دست‌آمدن آن به خط خود نوشته و بر روی صندوق محل نگهداری توبه‌نامه الصاق کرد.

## شخصیت
کیخسرو شاهرخ شخصیت تاریخی برجسته زرتشتی ایرانی بود. او در زمینه‌های مختلفی فعالیت می‌کرد تا کشور خود را از آن سال‌های تاریک خارج کند. هم‌زمان او برای تعالی و ترقی جامعه زرتشتیان نیز تلاش می‌کرد. او به درستکاری شهرت داشت و به همین دلیل نمایندگان مجلس در همهٔ دوره‌ها، کارپردازی مجلس و ریاست اداره مباشرت و ملزومات مجلس را بر عهده او گذاشته بودند. به گفته مهدی بامداد صداقت و درستی او (که نماینده جامعه زرتشتیان بود) چنان بود که سید حسن مدرس در یکی از جلسات مجلس پشت تریبون گفت: «در مجلس ما فقط یک نفر مسلمان پیدا می‌شود که آن‌هم ارباب کیخسرو شاهرخ است»
در یک سند وزارت امور خارجه بریتانیا دربارهٔ ارباب کیخسرو آمده است: «ارباب کیخسرو بر زرتشتیان ایران ریاست دارد و در کاردانی و درستکاری نامبردار است. او یک مرد ملی نامدار است و هرگز تحت تأثیر افسون‌های خارجیان قرار نگرفته است»
همچنین مورگان شوستر دربارهٔ او می‌نویسد: «او کسی بود که هیچ‌وقت از اوقات شبانه‌روز، از پیشرفت مقاصد و اصلاحات مملکتی کوتاهی نمی‌نمود. در دورهٔ قریب شش ساله مجلس با خرابی وضع مالی کشوری، با سیاست و تدبیر غریب، آن دوره را طی نمود. تا دورهٔ فترت منقضی و باز مجلس شروع به کار کرد. در جنگ بین‌الملل اول بود که با خطرات جانی که متوجه مشارالیه بود، از طرف مستوفی الممالک، در مرتبهٔ مأمور مذاکره با کمیتهٔ دفاع ملی قم شد.»
محمدتقی بهار با دیدن وکلای فاسد و وابسته دوره چهاردهم مجلس شورای ملی قصیده فصیحی سرود و به نمایندگان واقعی دوره‌های پیش افسوس خورد. در بخشی از این قصیده آمده است:
| به بهارستان افتاد مرا دوش عبور    |  | جنتی دیدم بی حور و سراپای قصور     |
| جای کیخسرو، بگرفته فلان گبر به زر |  | جای مستوفی، بنشسته فلان رند به زور |

## یادگارها
پس از آن‌که احمدشاه تاج‌گذاری کرد، به همت ارباب کیخسرو پارک امین‌الملک خریداری شد و در آن مدرسه‌ای به نام احمدیه (به افتخار احمدشاه) تأسیس شد. به همین دلیل، وزارت معارف به ارباب کیخسرو نشان درجه یک علمی را اهدا کرد. ارباب کیخسرو در طول دوران نمایندگی مجلس کتابخانه مجلس، چاپخانه مجلس، موزه مجلس و نیایشگاه آدریان را تأسیس کرد.
او تلاش زیادی برای تأمین حقوق اقلیت‌های دینی کرد. او تأسیسات فرهنگی متعددی در تهران، کرمان و یزد برپا کرد. دبیرستان پسرانه فیروزبهرام، دبیرستان دخترانه انوشیروان، مدارس جمشید جم، ایرج و گیو و تأسیس گورستان زرتشتیان تهران در قصر فیروزه از یادگارهای او است. همچنین ساخت آرامگاه فردوسی به‌وسیله او انجام پذیرفت. در واقع او بود که نخستین‌بار محل دقیق دفن فردوسی را کشف کرد.
ارباب کیخسرو از موسسان انجمن آثار ملی ایران در سال ۱۳۰۴ بود که بعدها به همت همین انجمن، بسیاری از بناهای تاریخی کشور مورد بازسازی قرار گرفت. پس از درگذشت او، زرتشتیان کرمان دبیرستان دخترانه‌ای تأسیس نموده و به یاد او «دبیرستان دخترانهٔ کیخسرو شاهرخ» نام‌گذاری کردند.
در سال ۱۲۹۸ خورشیدی، آتشکده زرتشتیان تهران در خیابان سی تیر یه دستور ارباب کیخسرو، ساخته شد.

## کتاب‌ها
- پیشگویی‌های زرتشت
- آینهٔ آیین مزدیسنی[۵]
- زرتشت، پیامبری که از نو باید شناخت[۴۱]
- فروغ مزدیسنی[۴۲]
- آئین‌نامه زرتشتیان[۳]
- یادداشت‌های کیخسرو شاهرخ (اتوبیوگرافی به زبان انگلیسی نگارش سال ۱۳۱۷ در آلمان)[۵] ویرایش به‌وسیله نوه او شاهرخ شاهرخ[۴۳]

## ورشکستگی و قتل
ارباب کیخسرو مانند دو سرمایه‌دار بزرگ زرتشتی دیگر ایران، ارباب جمشید و ارباب بهمن دچار ورشکستگی شد و ناچار شد هر چه دارد، حتی خانه مسکونی خودش را بفروشد تا بدهی‌هایش را بدهد. اما باز هم نتوانست از عهده پرداخت بدهی‌هایش برآمد و در همین میانه، به صورت ناگهانی درگذشت. به گفته حاج محتشم‌السلطنه اسفندیاری رئیس مجلس شورای ملی، دو پسر و دو دختر کوچکی که از ارباب کیخسرو ماندند و همچنین همسر او، هنگام مرگش «هیچ وسایل معاش» نداشتند (ارباب کیخسرو یک دختر و پسر بزرگ هم داشت).
دشمنان رضاشاه برای تخریب وی قتل کیخسرو شاهرخ رو به او نسبت دادند که هیچکدام از این گفته ها قابل بررسی نیستند و به نظر میرسد هدف تنها تخریب رضاشاه است
به گفته باستانی پاریزی، ارباب کیخسرو در پایان عمر سخت زیر نظر بود. چندبار اداره شهربانی دستور داشت با وسایلی او را تلف کند ولی موفق نشد.
در جریان جنگ جهانی دوم، بهرام شاهرخ، پسر کیخسرو، گوینده نامی بخش فارسی رادیو برلین بود. و درابتدا در حمایت و بعد از قطع ارتباط ایران و آلمان علیه رضاشاه و بریتانیا بدگویی می‌کرد. حملات این رادیو رضاشاه را بسیار عصبانی کرده بود. به گفته پروین شاهرخ (کوچک‌ترین دختر او) ارباب کیخسرو پیش از کشته‌شدن تلاش کرد تا نامه‌ای به پسرش بنویسد و او را از بدگویی علیه رضاشاه برحذر بدارد؛ ولی اجازه ارسال این نامه به او داده نشد.
پروین شاهرخ می‌گوید در یکی از شب‌های تیرماه ۱۳۱۹ او را در یک مجلس عروسی دستگیر و همان شب کشتند و جنازه وی را در مسیر منزلش انداختند. به گفته حسین مکی به دلیل حملات بهرام شاهرخ در رادیو برلین، رضاشاه دستور مرگ پدر وی یعنی ارباب کیخسرو را صادر کرد.
مهدی بامداد نی ز بر این عقیده است که وی به خاطر فعالیت پسرش در رادیو برلین به دستور رضا شاه به قتل رسید.
باقر عاقلی بر این عقیده است که وی در حال عبور از پیاده‌رو خیابان کاخ (فلسطین فعلی) بود که اتومبیلی وارد پیاده‌رو شد و او را زیر گرفت.
با آن‌که مرگ ارباب کیخسرو در اواخر شب دهم و ساعات اولیهٔ بامداد ۱۱ تیر ۱۳۱۹ رخ داد، ولی روزنامه اطلاعات روز ۱۳ تیر این خبر را منتشر نمود. جسد او در پیاده‌رو کوچه سزاوار خیابان کاخ پیدا شد.

## بزرگداشت

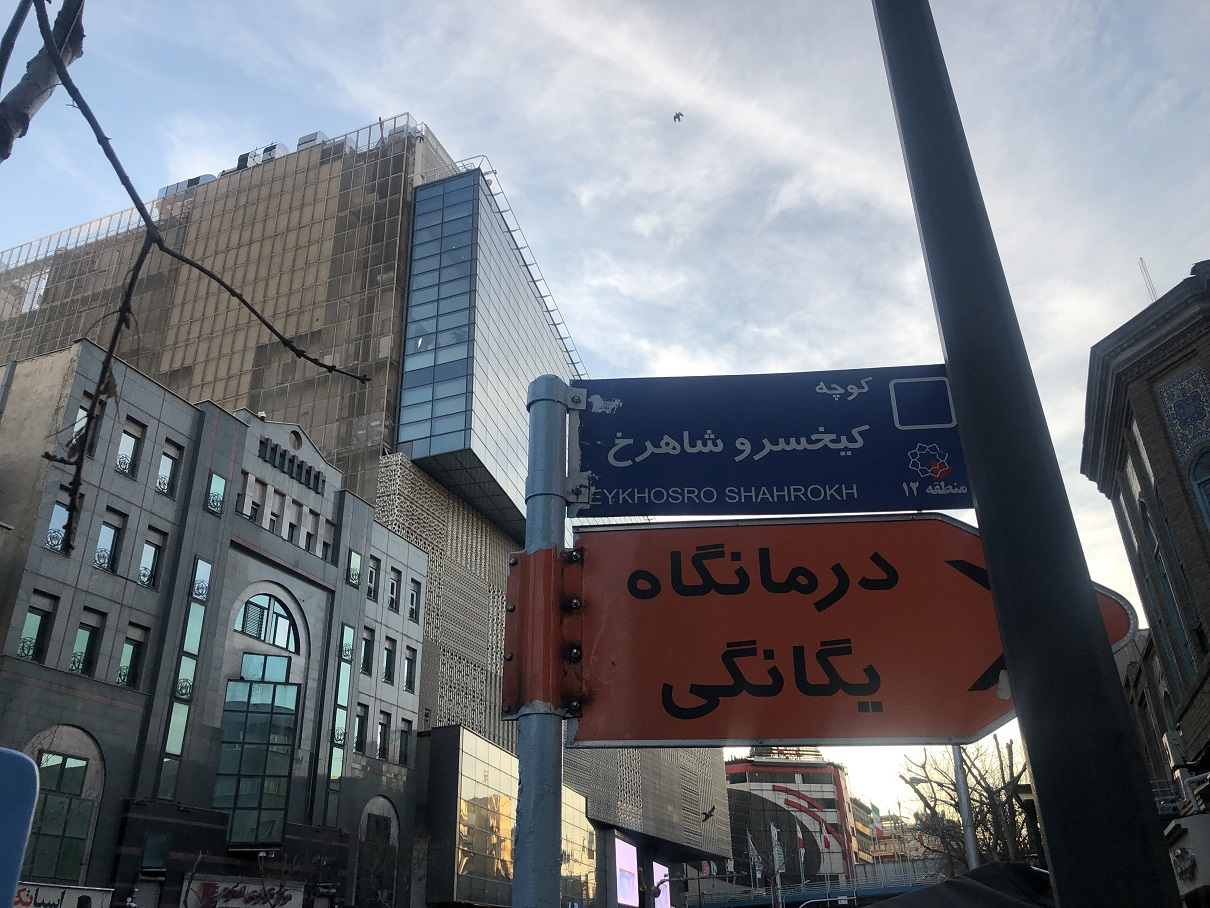
کوچه کیخسرو شاهرخ، واقع در خیابان جمهوری تهران و در نزدیکی نیایشگاه آدریان

### تندیس

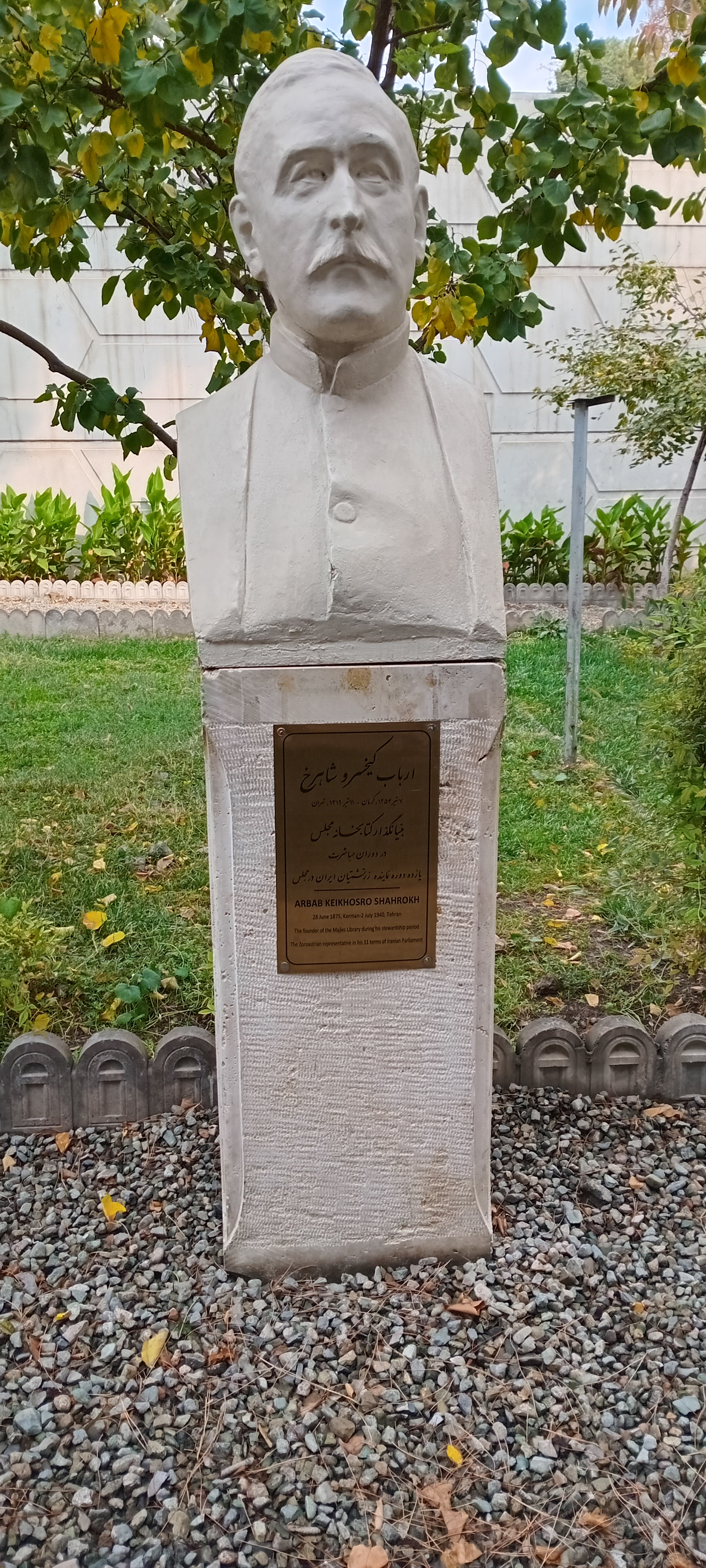
تندیس ارباب کیخسرو شاهرخ که در صحن ورودی کتابخانه مجلس نصب شده است.

تندیسی از ارباب کیخسرو شاهرخ در کتابخانه مجلس شورای اسلامی ساخته و نصب شده است. هر ساله در روز تولد ایشان با اهدای گل از مقام ایشان تجلیل و قدردانی به عمل می‌آورند.

### همایش سپاس‌داری از اندیشه‌های تأثیرگذار
در تاریخ ۶ اسفند ۱۳۸۹، همایشی با عنوان سپاس‌داری از اندیشه‌های تأثیرگذار زرتشتی در جشنگاه خسروی با کوشش گروه پویندگان اشا برگزار شد. این همایش به منظور قدردانی از کیخسرو شاهرخ، فرنگیس یگانگی، اسفندیار یگانگی و اردشیر یگانگی برگزار شد و دارای بخش‌های متنوعی بود. در این همایش، دو تن از نوه‌های ارباب کیخسرو به‌نام کامبیز یگانگی و تموچین شاهرخ حضور داشتند، آن‌ها در مورد تأثیرگذاری کیخسرو شاهرخ و خانواده ایشان گفتگو کردند.

### گهنبار خوانی
در ۱۱ تیر ۱۳۹۴ هم‌زمان با سالگرد درگذشت ارباب کیخسرو، مراسم گهنبار خوانی به یادبود ایشان و بنیان‌گذاران دبیرستان فیروزبهرام در سالن گردهمایی این دبیرستان توسط جمعی از ایرانیان زرتشتی برگزار شد.